# Viral, luces y sombras de la web
Viral, luces y sombras de la web, estilizado #Viral, luces y sombras de la web, y a veces simplemente llamado Viral o #Viral, fue un programa de televisión chileno. Emitido por la cadena TVN y presentado por Consuelo Saavedra. De género periodístico, indaga en los fenómenos que se están produciendo en internet, como el acoso, la privacidad y las prácticas sexuales que se llevan a cabo en la red. Se estrenó el martes 1 de marzo de 2016 a las 23:30 horas con un nivel de audiencia promedio de 10,3 puntos y un peak de 12 unidades, ubicándose en el segundo lugar en su horario de emisión. En su lanzamiento, también fue tendencia mundial (más de doce mil menciones) en Twitter.

## Episodios

### Primera temporada
- Capítulo 1 (martes 1 de marzo de 2016): Ciberbullying.[3][2][4][1]
- Capítulo 2 (martes 8 de marzo de 2016): Pornovenganza, sexting y realidad virtual.[5]
- Capítulo 3 (martes 15 de marzo de 2016): Obsesión por las "selfies" y desnudos para captar seguidores en la web[6]
- Capítulo 4 (martes 22 de marzo de 2016): Alerta: perversos en línea[7]
- Capítulo 5 (martes 29 de marzo de 2016): Groming: cazadores de niños[8]